# Jagiellonia Białystok w sezonie 1972/1973

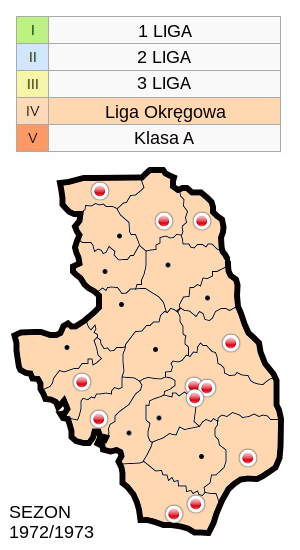
BOZPN - Zespoły występujące w Lidze Okręgowej w sezonie 1972/73

Jagiellonia Białystok przystąpiła do rozgrywek Ligi Okręgowej Białostockiego OZPN.

Na walnym zebraniu sprawozdawczo-wyborczym zostały wybrane nowe władze klubu, prezesem ponownie został Janusz Szutkiewicz. 

## IV poziom rozgrywkowy
Jagiellonia zasłużenie wygrywa ligę okręgową, wyprzedzając swojego największego rywala Wigry Suwałki o 1 punkt. Zespół Grzegorza Bielatowicza został wzmocniony przez napastnika Jerzego Zawiślana, pozyskanego z 2-ligowej Sandecji Nowy Sącz. Zawiślan zdobył 23 bramki i został królem strzelców klasy okręgowej.
Walka o awans głównie toczyła się z drużyną Wigier Suwałki, obie drużyny wyraźnie odskoczyły od "peletonu". W rundzie jesiennej Wigry dzierżyły fotel lidera, wiosną Jagiellonia. Kulminacyjnym punktem był mecz w rundzie rewanżowej w Suwałkach, który Jagiellonia przegrała 2:1 i straciła pozycję lidera na 4 kolejki do końca sezonu. Cud wydarzył się już w następnej kolejce, kiedy to Wigry niespodziewanie przegrały 2:0 (na wyjeździe) z ŁKS-em Łomża. Jagiellonia powróciła na fotel lidera i do końca sezonu nie przegrała meczu, wygrywając ligę.   
Niestety słodycz awansu szybko prysła z powodu decyzji władz PZPn-u, który postanowił od następnego sezonu zlikwidować III ligę, powiększając II lige do dwóch grup. Decyzja ta rozgoryczyła działaczy Jagiellonii, gdyż ciężko przepracowany sezon nie dał upragnionego awansu. 

Awans jednak nastąpił, po zlikwidowaniu III ligi (III poziomu rozgrywkowego), od następnego sezonu Liga Okręgowa będzie III poziomem rozgrywkowym.

## Końcowa tabela Ligi Okręgowej - Białostocki OZPN
| Lp. | Drużyna                | M  | Z  | R | P  | Bramki | Bramki | Różn. | Pkt. | Uwagi          |
| --- | ---------------------- | -- | -- | - | -- | ------ | ------ | ----- | ---- | -------------- |
| 1   | Jagiellonia Białystok  | 22 | 19 | 1 | 2  | 91     | 17     | +74   | 39   | [ 2 ]          |
| 2   | Wigry Suwałki          | 22 | 17 | 4 | 1  | 68     | 17     | +51   | 38   |                |
| 3   | Gwardia Białystok      | 22 | 16 | 1 | 5  | 61     | 24     | +37   | 33   |                |
| 4   | Husar Nurzec           | 22 | 9  | 7 | 6  | 54     | 30     | +24   | 25   |                |
| 5   | Puszcza Hajnówka       | 22 | 10 | 3 | 9  | 47     | 48     | -1    | 23   |                |
| 6   | ŁKS Łomża              | 22 | 9  | 2 | 11 | 36     | 52     | -16   | 20   |                |
| 7   | Włókniarz II Białystok | 22 | 8  | 3 | 11 | 43     | 33     | +10   | 19   |                |
| 8   | Cresovia Gołdap        | 22 | 7  | 5 | 10 | 41     | 54     | -13   | 19   |                |
| 9   | Sokół Sokółka          | 22 | 7  | 5 | 10 | 25     | 47     | -22   | 19   |                |
| 10  | Cresovia Siemiatycze   | 22 | 7  | 3 | 12 | 31     | 51     | -20   | 17   |                |
| 11  | ZKS Zambrów*           | 22 | 3  | 2 | 17 | 24     | 75     | -51   | 8    | Spadek do kl.A |
| 12  | Pomorzanka Sejny*      | 22 | 2  | 0 | 20 | 20     | 93     | -79   | 4    | Spadek do kl.A |

Awans z klasy A : Pogoń Łapy, Ognisko Białystok oraz po turnieju barażowym Czarni Olecko.
(*) - Zespoły rozegrały turniej barażowy, zwyciężyła drużyna Czarnych Olecko i ona zagra w przyszłym sezonie w lidze okręgowej.
| Lp. | Drużyna                 | M | Z | R | P | Bramki | Bramki | Różn. | Pkt. | Uwagi              |
| --- | ----------------------- | - | - | - | - | ------ | ------ | ----- | ---- | ------------------ |
| 1   | Czarni Olecko           | 3 | 2 | 1 | 0 | 7      | 2      | +5    | 5    | Awans do Ligi Okr. |
| 2   | Skra Czarna Białostocka | 3 | 2 | 0 | 1 | 6      | 5      | +1    | 4    |                    |
| 3   | ZKS Zambrów             | 3 | 1 | 0 | 2 | 5      | 8      | -3    | 2    |                    |
| 4   | Pomorzanka Sejny        | 3 | 0 | 1 | 2 | 5      | 8      | -3    | 1    |                    |

## Skład, statystyka, transfery
| Nr | Zawodnik              | Poz. | Data ur.   | Wz.  | Mecze | Br. | Transfer z/do              | Ostatni klub        |
| -- | --------------------- | ---- | ---------- | ---- | ----- | --- | -------------------------- | ------------------- |
|    | Arkadiusz Lewandowski | BR   | b.d.       | -    | -     | -   | 72(j) do ?                 | b.d.                |
|    | Władysław Borysiuk    | BR   | b.d.       | -    | -     | -   | 72(j) do ?                 | b.d.                |
|    | Jerzy Szurmiej        | OB   | b.d.       | -    | -     | -   |                            | b.d.                |
|    | Tadeusz Wiśniewski    | OB   | ?.?.1947   | -    | -     | -   | 72(j) z ?                  | b.d.                |
|    | Sławomir Tołkacz w    | OB   | ?.?.1955   | -    | -     | -   |                            | wychowanek          |
|    | Eugeniusz Guzowski    | OB   | b.d.       | -    | -     | -   |                            | b.d.                |
|    | Ryszard Chrzanowski w | OB   | 24.08.1948 | 1,78 | -     | -   |                            | wychowanek          |
|    | Jerzy Stankiewicz w   | OB   | b.d.       | -    | -     | -   |                            | wychowanek          |
|    | Jerzy Burak           | OB   | b.d.       | -    | -     | -   | 72(j) z Wigry Suwałki      | Wigry Suwałki       |
|    | Ryszard Święciński    | OB   | ?.?.1954   | -    | -     | -   | 72(j) z ?                  | b.d.                |
|    | Zbigniew Skoczylas    | PO   | 21.08.1951 | -    | -     | -   | 72(j) z Husar Nurzec       | Husar Nurzec        |
|    | Hieronim Łada         | PO   | b.d.       | -    | -     | -   | 72(j) z Stal Kraśnik       | Stal Kraśnik        |
|    | Henryk Pasierski      | PO   | 5.02.1943  | -    | -     | -   |                            | Włókniarz Białystok |
|    | Adam Bielawski        | PO   | b.d.       | -    | -     | -   |                            | b.d.                |
|    | Teodor Andrzejewski   | PO   | b.d.       | -    | -     | -   |                            | b.d.                |
|    | Jan Giełażyn          | PO   | b.d.       | -    | -     | -   |                            | b.d.                |
|    | Leon Zińczuk          | NA   | ?.?.1947   | -    | -     | -   |                            | b.d.                |
|    | Andrzej Kupiński      | NA   | b.d.       | -    | -     | -   |                            | b.d.                |
|    | Cezary Szafranowski   | NA   | b.d.       | -    | -     | -   | 72(j) z ?                  | b.d.                |
|    | Antoni Zubski         | NA   | b.d.       | -    | -     | 13  |                            | b.d.                |
|    | Kazimierz Mudrewicz   | NA   | ?.?.1950   | -    | -     | 14  | 72(j) z Sokół Sokółka      | Sokół Sokółka       |
|    | Jerzy Zawiślan        | NA   | 18.10.1951 | -    | -     | 23  | 72(j) z Sandecja Nowy Sącz | Sandecja Nowy Sącz  |
|    | Jerzy Bołtuć          | BR   | ?.?.1951   | -    | -     | -   | 72(j) do rezerw            | Gwardia Białystok   |
|    | Jantos                | PO   | b.d.       | -    | -     | -   | 72(j) do ?                 | b.d.                |

## Mecze
Na skutek wyjazdu części piłkarzy na mecz Grodno-Białystok został przełożony mecz z Cresovią i w momencie przystąpienia Jagiellonii do rozgrywek większość drużyn miała już rozegrany jeden mecz, 
| Mecze i wyniki | Mecze i wyniki         | Mecze i wyniki                | Mecze i wyniki | Mecze i wyniki | Mecze i wyniki           | Mecze i wyniki | Mecze i wyniki | Poz w lidze. | Poz w lidze. | Poz w lidze. |
| Lp. | Data                   | Rozgrywki                     | F.             | D/W            | Przeciwnik               | Wynik          | Strzelcy bramek                                                                                                   | M.           | P.           | Br.          |
| --- | ---------------------- | ----------------------------- | -------------- | -------------- | ------------------------ | -------------- | --- | ------------ | ------------ | ------------ |
| 1 561 | 13.08.1972 Białystok   | Liga Okr. - 2 kol.            | 300            | D              | Włókniarz II Białystok   | 8:3            | Pasierski 22' 32' 80', Mudrewicz 28' 72', Zubski 37' Andrzejewski 60', Zińczuk 86'                                | 6            | 2            | 8:3          |
| 2 562 | 20.08.1972 Sokółka     | Liga Okr. - 3 kol.            | 300            | W              | Sokół Sokółka            | 2:7            | Łada 23' 48', Zubski43' 63', Szurmiej 30', Bielawski 33', Pasierski 84'                                           | 2            | 4            | 15:5         |
| 3 563 | 27.08.1972 Białystok   | Liga Okr. - 4 kol.            | 400            | D              | Cresovia Gołdap          | 9:0            | Zubski (x3), Mudrewicz (x3), Zińczuk, Szurmiej, Guzowski                                                          | 2            | 6            | 24:5         |
| 4 564 | 03.09.1972 Hajnówka    | Liga Okr. - 5 kol.            | b.d.           | W              | Puszcza Hajnówka         | 2:1            | b.d. | 3            | 6            | 25:7         |
| 5 565 | 10.09.1972 Białystok   | Liga Okr. - 6 kol.            | 500            | D              | Wigry Suwałki            | 0:0            | | 4            | 7            | 25:7         |
| 6 566 | 17.09.1972 Siemiatycze | Liga Okr. - 1 kol. (zaległy)  | 200            | W              | Cresovia Siemiatycze     | 1:10           | Mudrewicz 8', Pasierski 15' 37' 57'(k), Zawiślan 65' 75', Skoczylas 50', Bielawski 76', Guzowski 78', Zińczuk 89' | 3            | 9            | 35:8         |
| 7 567 | 24.09.1972 Białystok   | Liga Okr. - 7 kol.            | 500            | W              | Gwardia Białystok        | 0:1            | Zawiślan 86' | 3            | 11           | 36:8         |
| 8 568 | 01.10.1972 Sejny       | Liga Okr. - 8 kol.            | 300            | W              | Pomorzanka Sejny         | 0:4            | Zawiślan 13', Skoczylas 17', Chrzanowski 45', Guzowski 68'                                                        | 3            | 13           | 40:8         |
| 9 569 | 08.10.1972 Białystok   | Liga Okr. - 9 kol.            | 350            | D              | ZKS Zambrów              | 7:0            | Mudrewicz 11' 56', Zubski 42' 49', Zińczuk 71' 88', Łada 89'                                                      | 2            | 15           | 47:8         |
| 10 | 14.10.1972 Kuźnica     | PP OKR. II rzut               | -              | W              | LZS Kuźnica              | 0:9            | b.d. | awans        | awans        | awans        |
| | 22.10.1972 Łomża       | Liga Okr. - 10 kol.           | -              | W              | ŁKS Łomża                | (przeł.)       | | 2            | 15           | 47:8         |
| 11 570 | 29.10.1972 Białystok   | Liga Okr. - 11 kol.           | 500            | D              | Husar Nurzec             | 1:0            | Zubski 45' | 2            | 17           | 48:8         |
| 12 571 | 05.11.1972 Łomża       | Liga Okr. - 10 kol. (zaległy) | b.d.           | W              | ŁKS Łomża                | 1:5            | Zawiślan 2' 66' 85', Łada 80', (sam)                                                                              | 2            | 19           | 53:9         |
| 13 | 12.11.1972 Białystok   | PP OKR. III rzut              | -              | D              | Gwardia Białystok        | 0:0 (5:4k)     | | awans        | awans        | awans        |
| 14 | 31.03.1973 Białystok   | PP OKR. IV rzut               | -              | D              | Jagiellonia II Białystok | 11:1           | Zińczuk, Pasierski, Kupiński x2, Skoczylas, Łada, Wiśniewski, Zubski, (JII -Szafranowski)                         | awans        | awans        | awans        |
| 15 572 | 07.04.1973 Białystok   | Liga Okr. - 12 kol.           | b.d.           | D              | Cresovia Siemiatycze     | 3:0 (vo)       | | 2            | 21           | 56:9         |
| 16 573 | 15.04.1973 Białystok   | Liga Okr. - 13 kol.           | 300            | W              | Włókniarz II Białystok   | 0:3            | Jurczuk 37'(sam), Zawiślan 57', Zubski 61'                                                                        | 1            | 23           | 59:9         |
| 17 574 | 29.04.1973 Sokółka     | Liga Okr. - 14 kol.           | 600            | D              | Sokół Sokółka            | 5:0            | Zawiślan 15' 24' 47', Pasierski 44'(k), Zińczuk 86'                                                               | 1            | 25           | 64:9         |
| 18 | 1.05.1973 Nurzec       | PP OKR. V rzut                | -              | W              | Husar Nurzec             | 1:1 (5:4k)     | Mudrewicz 53' | odpadnięcie  | odpadnięcie  | odpadnięcie  |
| 19 575 | 06.05.1973 Gołdap      | Liga Okr. - 15 kol.           | 500            | W              | Cresovia Gołdap          | 0:2            | Andrzejewski 3', Zawiślan 40'                                                                                     | 1            | 27           | 66:9         |
| 20 576 | 13.05.1973 Białystok   | Liga Okr. - 16 kol.           | 400            | D              | Puszcza Hajnówka         | 3:1            | Zubski 2', Zińczuk 35', Mudrewicz 55'                                                                             | 1            | 29           | 69:10        |
| 21 577 | 20.05.1973 Suwałki     | Liga Okr. - 17 kol.           | 3000           | W              | Wigry Suwałki            | 2:1            | b.d. | 2            | 29           | 70:12        |
| 22 578 | 27.05.1973 Białystok   | Liga Okr. - 18 kol.           | 500            | D              | Gwardia Białystok        | 3:1            | Mudrewicz 10', Zawiślan 15'(k) 75'                                                                                | 1            | 31           | 73:13        |
| 23 579 | 03.06.1973 Białystok   | Liga Okr. - 19 kol.           | 200            | D              | Pomorzanka Sejny         | 6:1            | Mudrewicz 31' 45' Zubski 60' Zawiślan 65' 67' Święciński 70'                                                      | 1            | 33           | 79:14        |
| 24 580 | 10.06.1973 Zambrów     | Liga Okr. - 20 kol.           | 300            | W              | ZKS Zambrów              | 0:4            | Łada 18', Mudrewicz 43' 75' Zawiślan 89'                                                                          | 1            | 35           | 84:14        |
| 25 581 | 17.06.1973 Białystok   | Liga Okr. - 21 kol.           | b.d.           | D              | ŁKS Łomża                | 5:1            | Zawiślan 22' 55' 65' Zubski 30' Kupiński 78'                                                                      | 1            | 37           | 88:15        |
| 26 582 | 24.06.1973 Nurzec      | Liga Okr. - 22 kol.           | b.d.           | W              | Husar Nurzec             | 2:3            | Zawiślan 10' 70' 76'                                                                                              | 1            | 39           | 91:17        |
| - rozgrywki ligowe, - rozgrywki pucharu polski, - rozgrywki pucharu ligi, - rozgrywki ligi europejskiej, - mecze barażowe lub eliminacyjne, - inne. Liczba meczów w sezonie:1 2 (wszystkie mecze na najwyższym poziomie rozgrywkowym)3 (wszystkie mecze w rozgrywkach ligowych bez baraży) , Puchar Polski: 2 (mecze Pucharu Polski na szczeblu centralnym)3 (wszystkie mecze w Pucharze Polski) |                        |                               |                |                |                          |                | |              |              |              |